# Ariel (kulle)
Ariel är en kulle i Antarktis. Den ligger i Sydshetlandsöarna. Argentina, Chile och Storbritannien gör anspråk på området. Toppen på Ariel är 120 meter över havet.
Terrängen runt Ariel är kuperad åt sydväst, men åt nordost är den platt. Havet är nära Ariel åt nordost. Trakten är glest befolkad. Närmaste befolkade plats är Escudero Station, 6,9 kilometer norr om Ariel. 